# Alkéstis
Alkéstis (řecky Ἄλκηστις, latinsky Alcestis) byla v řecké mytologii dcera krále Pelia z Iólku, manželka ferského krále Adméta.

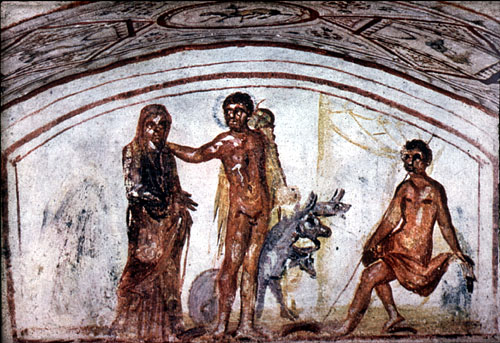
Alkestis, Héraklés a Kerberos. Nástěnná malbka z křesťanských katakomb na Via Latina ze 4. st.

O krásnou Alkéstis, královskou dceru, se ucházelo mnoho králů nebo jejich synů. Král Peliás nechtěl žádného z nápadníků urazit odmítnutím, proto stanovil podmínku, že dá dceru tomu, kdo zapřáhne do svého vozu divokého kance a lva a s tímto spřežením objede závodiště.
Admétos požádal o pomoc boha Apollóna a ten mu pomohl splnit dané podmínky. Když se však oženil, zapomněl obětovat bohyni Artemis a její trest na sebe nedal dlouho čekat. O svatební noci na lůžku místo krásné nevěsty spatřil klubko jedovatých hadů. Admétos opět povolal boha Apollóna a s jeho pomocí okamžitě předložili bohyni oběť a podařilo se ji usmířit. Dokonce slíbila, že až přijde Admétova poslední hodina, bude ušetřen, pokud někdo z jeho rodu za něj dobrovolně zemře.
Ten den přišel dřív než král očekával. Bůh Hermés pro krále přišel, Apollón však získal malý odklad a Admétos v tu chvíli šel od jednoho člena rodiny k druhému, ale nikdo jeho prosby nevyslyšel. Jeho prosbu odmítli i jeho staří rodiče.
Alkéstis z lásky ke svému manželovi vzala jed a zemřela. Její duše však v podsvětí nezůstala, říkalo se, že ji manželka boha podsvětí Persefona vrátila na zem s tím, že je špatnost, aby žena umírala místo muže.
Rozšířena je však také verze, že do království právě zavítal hrdina Héraklés a ten Alkéstis z moci podsvětí vysvobodil a přivedl ji stejně krásnou a mladou jako byla předtím. Oba manželé prý spolu prožili mnohá další léta a když přišel bůh Thanatos podruhé, odvedl si je oba společně.
Alkéstis se svým činem stala symbolem manželské oddanosti a lásky.

## Odraz v umění
Alkéstis je jednou z nejušlechtilejších postav řecké lidové poezie a řecké dramatické literatury.
- Dodnes největší tragédii o ní napsal Eurípidés - Alkéstis z r. 438 př. n. l.
- novodobé nejznámější básnické zpracování příběhu je dílem Raniera di Calzabigiho, které jako libreto pro operu Alceste (r. 1767) použil Christoph Willibald Gluck

Další významy viz Alceste.